# Жоан Бальсельс
Жоан Бальсельс (ісп. Joan Balcells; нар. 20 червня 1975) — колишній іспанський тенісист.
Найвищу одиночну позицію світового рейтингу — 57 місце досяг 7 травня 2001, парну — 65 місце — 23 липня 2001 року.
Здобув 1 одиночний титул.
Найвищим досягненням на турнірах Великого шолома був чвертьфінал в парному розряді.
Завершив кар'єру 2004 року.

## Фінали турнірів ATP за кар'єру

### Одиночний розряд: 2 (1–1)
| Легенда                         |
| ------------------------------- |
| Турніри Великого шлема (0–0)    |
| Фінали Світового туру ATP (0–0) |
| Серія ATP Мастерс 1000 (0–0)    |
| Серія ATP 500 (0–0)             |
| Серія ATP 250 (1–1)             |

| Фінали за покриттям |
| ------------------- |
| Тверде (0–1)        |
| Ґрунт (1–0)         |
| Трава (0–0)         |
| Килим (0–0)         |

| Фінали за типом корту |
| --------------------- |
| Відкритий корт (1–1)  |
| Закритий корт (0–0)   |

| Результат | В-П | Дата     | Турнір            | Рівень           | Покриття | Суперник     | Рахунок            |
| --------- | --- | -------- | ----------------- | ---------------- | -------- | ------------ | ------------------ |
| Перемога  | 1–0 | Вер 2000 | Бухарест, Румунія | Серія Інтернешнл | Ґрунт    | Маркус Ганчк | 6–4, 3–6, 7–6(7–1) |
| Поразка   | 1–1 | Бер 2002 | Скоттсдейл, США   | Серія Інтернешнл | Тверде   | Андре Агассі | 2–6, 6–7(2–7)      |

### Парний розряд: 2 (2 поразки)
| Легенда                         |
| ------------------------------- |
| Турніри Великого шлема (0–0)    |
| Фінали Світового туру ATP (0–0) |
| Серія ATP Мастерс 1000 (0–0)    |
| Серія ATP 500 (0–0)             |
| Серія ATP 250 (0–2)             |

| Фінали за покриттям |
| ------------------- |
| Тверде (0–1)        |
| Ґрунт (0–1)         |
| Трава (0–0)         |
| Килим (0–0)         |

| Фінали за типом корту |
| --------------------- |
| Відкритий корт (0–2)  |
| Закритий корт (0–0)   |

| Результат | В-П | Дата     | Турнір                       | Рівень           | Покриття | Партнер            | Суперники                           | Рахунок            |
| --------- | --- | -------- | ---------------------------- | ---------------- | -------- | ------------------ | ----------------------------------- | ------------------ |
| Поразка   | 0–1 | Бер 2000 | Богота, Колумбія             | Серія Інтернешнл | Ґрунт    | Маурісіо Хадад     | Пабло Альбано Лукас Арнольд Кер     | 6–7(4–7), 6–1, 2–6 |
| Поразка   | 0–2 | Січ 2001 | Qatar ExxonMobil Open, Катар | Серія Інтернешнл | Тверде   | Андрій Ольховський | Марк Ноулз (тенісист) Деніел Нестор | 3–6, 1–6           |

## Фінали ATP Челленджер і ITF Ф'ючерс

### Одиночний розряд: 2 (0–2)
| Легенда              |
| -------------------- |
| ATP Челленджер (0–2) |
| ITF Ф'ючерс (0–0)    |

| Фінали за покриттям |
| ------------------- |
| Тверде (0–0)        |
| Ґрунт (0–2)         |
| Трава (0–0)         |
| Килим (0–0)         |

| Результат | В-П | Дата     | Турнір            | Рівень     | Покриття | Суперник         | Рахунок            |
| --------- | --- | -------- | ----------------- | ---------- | -------- | ---------------- | ------------------ |
| Поразка   | 0-1 | Тра 2000 | Любляна, Словенія | Челленджер | Ґрунт    | Олівер Гросс     | 6–4, 1–6, 6–7(3–7) |
| Поразка   | 0-2 | Тра 2002 | Любляна, Словенія | Челленджер | Ґрунт    | Арно Ді Паскуале | 4–6, 3–6           |

### Парний розряд: 12 (6–6)
| Легенда              |
| -------------------- |
| ATP Челленджер (6–6) |
| ITF Ф'ючерс (0–0)    |

| Фінали за покриттям |
| ------------------- |
| Тверде (1–0)        |
| Ґрунт (5–6)         |
| Трава (0–0)         |
| Килим (0–0)         |

| Результат | В-П | Дата     | Турнір                  | Рівень     | Покриття | Партнер                  | Суперники                               | Рахунок       |
| --------- | --- | -------- | ----------------------- | ---------- | -------- | ------------------------ | --------------------------------------- | ------------- |
| Поразка   | 0-1 | Тра 1997 | Братислава, Словаччина  | Челленджер | Ґрунт    | Девін Бовен              | Джаред Палмер Хрісто ван Ренсбург       | 6–4, 3–6, 5–7 |
| Перемога  | 1-1 | Кві 1998 | Барлетта, Італія        | Челленджер | Ґрунт    | Хуан Ігнасіо Карраско    | Томас Штренґберґер Душан Вемич          | 7–6(7–4), 6–3 |
| Перемога  | 2-1 | Кві 1998 | Прага, Чехія            | Челленджер | Ґрунт    | Ненад Зімоньїч           | Їржі Новак (тенісист) Радек Штепанек    | 7–6, 7–6      |
| Поразка   | 2-2 | Чер 1998 | Брауншвейг, Німеччина   | Челленджер | Ґрунт    | Емануел Коуту            | Томас Карбонелл Франсіско Ройг          | 2–6, 6–7      |
| Перемога  | 3-2 | Тра 1999 | Ешпіню, Португалія      | Челленджер | Ґрунт    | Гастон Етліс             | Ноам Бер Еял Ран                        | 6–3, 6–2      |
| Перемога  | 4-2 | Вер 1999 | Фройденштадт, Німеччина | Челленджер | Ґрунт    | Томас Штренґберґер       | Міхал Табара Робін Вік                  | 4–6, 6–2, 6–3 |
| Перемога  | 5-2 | Бер 2000 | Салінас, Еквадор        | Челленджер | Тверде   | Маурісіо Хадад           | Еміліо Бенфеле Альварес Алекс Калатрава | без гри       |
| Поразка   | 5-3 | Лис 2000 | Сантьяго, Чилі          | Челленджер | Ґрунт    | Херман Пуентес Альканьїс | Іраклій Лабадзе Душан Вемич             | 3–6, 4–6      |
| Поразка   | 5-4 | Лис 2000 | Монтевідео, Уругвай     | Челленджер | Ґрунт    | Херман Пуентес Альканьїс | Лукас Арнольд Кер Гастон Етліс          | 4–6, 4–6      |
| Поразка   | 5-5 | Вер 2002 | Фройденштадт, Німеччина | Челленджер | Ґрунт    | Юрій Щукін               | Дієго дель Ріо Леонардо Ольгін          | 6–7(2–7), 4–6 |
| Поразка   | 5-6 | Кві 2003 | Санремо, Італія         | Челленджер | Ґрунт    | Хуан Альберт Вілока      | Даніеле Браччалі Амір Хадад             | 2–6, 4–6      |
| Перемога  | 6-6 | Чер 2003 | Лугано, Швейцарія       | Челленджер | Ґрунт    | Хуан Альберт Вілока      | Алекс Лопес Морон Андрес Шнейтер        | 6–4, 6–4      |

## Досягнення
| W | Ф | ПФ | ЧФ | #Р | КТ | К# | DNQ | A | NH |

### Одиночний розряд
| Турніри Великого шлему                 |     |     |     |     |     |     |     |       |     |     |
| Відкритий чемпіонат Австралії з тенісу |     |     | К3р |     | 1р  | 1р  | 1р  | 0 / 3 | 0–3 | 0%  |
| Відкритий чемпіонат Франції з тенісу   | К2р | К2р |     | 2р  | 2р  | 1р  | К3р | 0 / 3 | 2–3 | 40% |
| Вімблдонський турнір                   | К1р |     |     |     | 1р  | 1р  |     | 0 / 2 | 0–2 | 0%  |
| Відкритий чемпіонат США з тенісу       |     |     |     | К1р | 1р  |     |     | 0 / 1 | 0–1 | 0%  |
| В-П                                    | 0–0 | 0–0 | 0–0 | 1–1 | 1–4 | 0–3 | 0–1 | 0 / 9 | 2–9 | 18% |
| Тур ATP Мастерс 1000                   |     |     |     |     |     |     |     |       |     |     |
| Відкритий чемпіонат Маямі з тенісу     |     |     |     | К1р | 3р  | 1р  |     | 0 / 2 | 2–2 | 50% |
| Монте-Карло                            |     |     |     |     | 1р  | К1р | К2р | 0 / 1 | 0–1 | 0%  |
| Гамбург                                |     |     |     |     | 1р  |     |     | 0 / 1 | 0–1 | 0%  |
| В-П                                    | 0–0 | 0–0 | 0–0 | 0–0 | 2–3 | 0–1 | 0–0 | 0 / 4 | 2–4 | 33% |

### Парний розряд
| Турніри Великого шлему                 |     |     |     |     |        |      |     |
| Відкритий чемпіонат Австралії з тенісу | 1р  | 1р  | 2р  | 1р  | 0 / 4  | 1–4  | 20% |
| Відкритий чемпіонат Франції з тенісу   |     | 2р  | 1р  | 2р  | 0 / 3  | 2–3  | 40% |
| Вімблдонський турнір                   |     |     | ЧФ  | 1р  | 0 / 2  | 3–2  | 60% |
| Відкритий чемпіонат США з тенісу       |     | 2р  | 1р  |     | 0 / 2  | 1–2  | 33% |
| В-П                                    | 0–1 | 2–3 | 4–4 | 1–3 | 0 / 11 | 7–11 | 39% |
| Тур ATP Мастерс 1000                   |     |     |     |     |        |      |     |
| Відкритий чемпіонат Маямі з тенісу     |     | 1р  | 1р  |     | 0 / 2  | 0–2  | 0%  |
| Монте-Карло                            |     |     | 1р  |     | 0 / 1  | 0–1  | 0%  |
| Гамбург                                |     |     | К2р |     | 0 / 0  | 0–0  | –   |
| В-П                                    | 0–0 | 0–1 | 0–2 | 0–0 | 0 / 3  | 0–3  | 0%  |

## Перемоги над гравцями першої 10-ки
| #    | Гравець     | Рейтинг | Турнір                                  | Покриття | Р-д  | Рахунок            |
| 2001 | 2001        | 2001    | 2001                                    | 2001     | 2001 | 2001               |
| ---- | ----------- | ------- | --------------------------------------- | -------- | ---- | ------------------ |
| 1.   | Марат Сафін | 2       | Відкритий чемпіонат Маямі з тенісу, США | Тверде   | 2р   | 4–6, 6–4, 6–3      |
| 2.   | Марат Сафін | 2       | Гштад, Швейцарія                        | Ґрунт    | 1р   | 6–4, 6–7(4–7), 6–4 |